# 2S23 Nona-SVK
2S23 Nona-SVK (rusky 2С23 «Нона-СВК» podle indexu GRAU) je sovětský obojživelný těžký samohybný 120 mm minomet na podvozku obrněného vozidla BTR-80 kombinující výhody houfnice a minometu. Posádku tvoří čtyři vojáci. Minimální dostřel je 40 metrů, maximální pak 12,8 km. 
Hlavní zbraní je 120 mm minomet 2A60, sekundární 7,62 mm kulomet PKT. Vozidlo je poháněno vodou chlazeným vznětovým motorem KamAZ-7403 o výkonu 260 koňských sil (190 kW).